# Scharleuk
Scharleuk ist ein bewohnter Gemeindeteil der Stadt Bad Wilsnack vom Amt Bad Wilsnack/Weisen im Landkreis Prignitz in Brandenburg.

## Geographie
Der Ort liegt sieben Kilometer westlich von Bad Wilsnack. Die Nachbarorte sind Kuhblank und Buutendörp im Norden, Klein Lüben im Nordosten, Lanken im Osten, Sandkrug im Südosten, Uhlenkrug im Süden, Beuster im Südwesten sowie Hinzdorf im Westen.

## Geschichte
Der Ort wurde erstmals im Jahr 1721 als zu Charleycke urkundlich erwähnt und bestand aus einer Fischerkate des Friedrich August von Saldern, der das Bauwerk an einer ihm gehörigen Bucht auf der Feldmark von Klein Lüben hatte errichten lassen. Es gehörte damit zum Gut Wilsnack und wurde 1745 als Fischerhaus in Scharleck erwähnt; 1772 wohnten dort fünf Personen. Eine Fischerwohnung mit einer Feuerstellen (= Haushalt) und sechs Personen ist aus dem Jahr 1791 überliefert. Bis 1801 war die Anzahl der Bewohner auf vier Personen zurückgegangen und lag 1837 ebenfalls bei vier Personen. Für 1858 sind acht Personen überliefert; zwei Jahre später wurde von einem Wohn- und einem Wirtschaftsgebäude berichtet. Im Jahr 1871 lebten im Scharleuk sieben Personen, 1925 waren es fünf. Drei Jahre später erfolgte die Eingemeindung nach Klein Lübben. Scharleuk war dort ab 1931 ein Wohnplatz, ab 1964 ein Ortsteil. Im Jahr 1973 erfolgte gemeinsam mit Klein Lüben die Eingliederung in die Gemeinde Groß Lüben, die im Folgejahr zu Bad Wilsnack.